# Zannichelliaceae
Famille
Classification APG II (2003)
Classification APG III (2009)
La famille des Zannichelliacées est une famille de plantes monocotylédones qui comprend 20 espèces réparties en 6 genres. Elle a été nommée par Linné en l'honneur du botaniste et pharmacologue italien Giovanni Girolamo Zannichelli.
Ce sont des plantes herbacées aquatiques aux rhizomes traçants, à petites fleurs unisexuées, les mâles pédonculées les femelles sessiles.
En France cette famille est représentée par la zannichellie des marais ou alguette (Zannichellia palustris). Cette plante est considérée comme une adventice nuisible dans les rizières.
En classification phylogénétique APG III (2009) cette famille est invalide ; ces genres sont incorporés dans la famille des Potamogetonacées.

## Liste des genres
- Althenia (synonyme Vleisia)
- Lepilaena
- Pseudoalthenia
- Zannichellia Dumortier, 1829